# Curtis Stigers

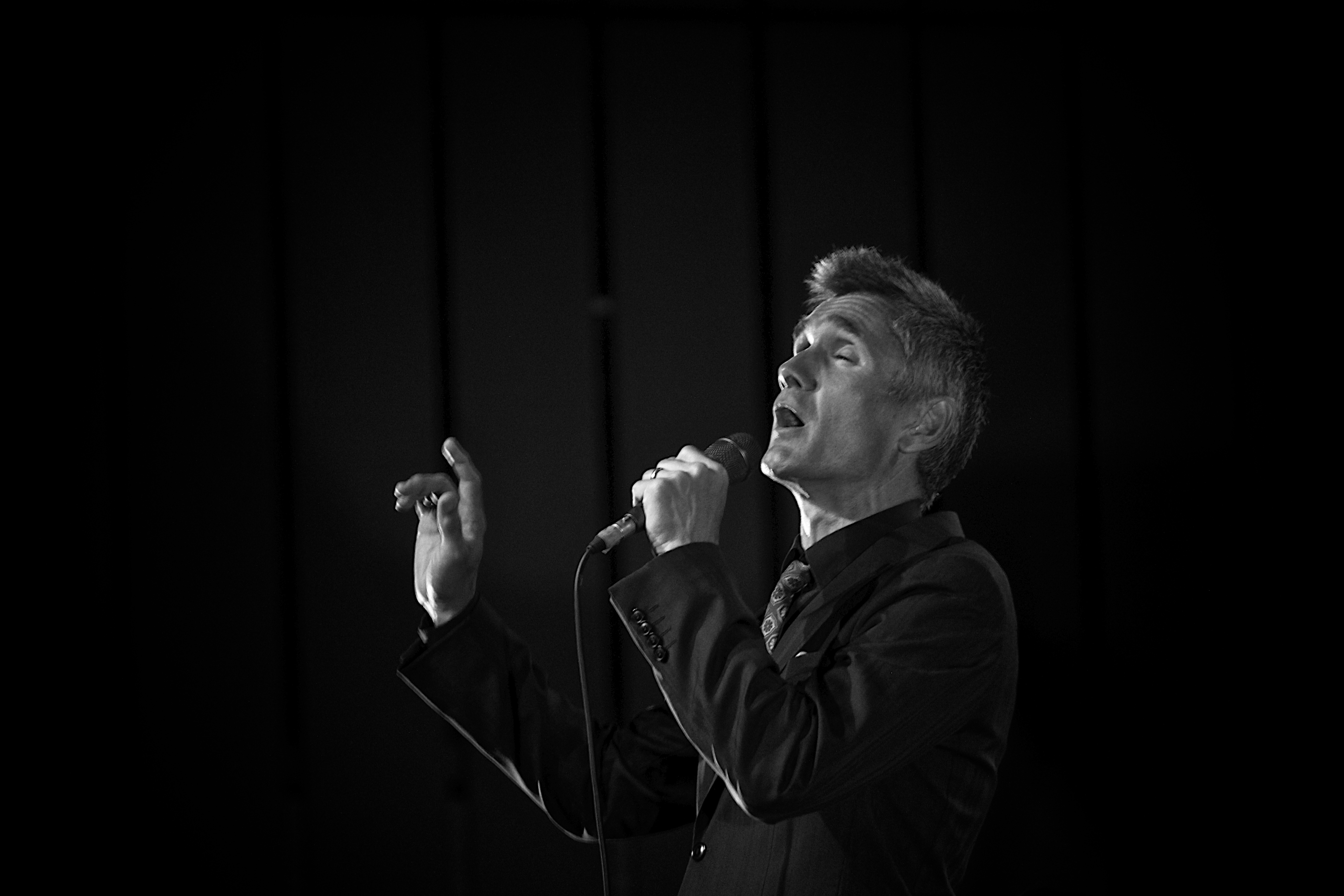
Curtis Stigers

Curtis Stigers (* 18. Oktober 1965 in Hollywood, Los Angeles, Kalifornien) ist ein US-amerikanischer Sänger, Songwriter und Saxophonist.

## Leben und Wirken
Seine größten Erfolge feierte Stigers Anfang der 1990er mit der Pop-Ballade I Wonder Why, ein internationaler Top-10-Hit (1991 US Platz 9, UK Platz 5, DE Platz 8), und You’re All That Matters to Me (1992, UK Platz 6). Beide Titel entstammen seiner Debüt-LP Curtis Stigers (1991), welche ihm mehrere Platin-Auszeichnungen in aller Welt einbrachte. Insgesamt verkaufte sich das Album weltweit über anderthalb Millionen Mal. Einen weiteren großen Erfolg verzeichnete er im darauffolgenden Jahr mit seiner Interpretation des Songs Peace, Love and Understanding von Nick Lowe auf dem Soundtrack des Films The Bodyguard. Mit dem Album Time Was (1995) konnte er nicht an diese Erfolge anknüpfen. In einem Interview mit der Neuen Musikzeitung berichtete er Ende 2009 über seine Erfahrungen als Pop-Musiker und die Konflikte mit der Plattenfirma Arista: „Das Musikalische war denen völlig egal. Was zählte, war der nächste Hit oder was sie dafür hielten. Irgendwann hatte ich es nur noch mit Anzugtypen zu tun, die mir sagten, welche Musik ich zu singen habe.“
Ab Anfang der 2000er-Jahre vollzog er einen Stilwechsel hin zum Jazz, von dem er ursprünglich schon gekommen war. Es folgten mehrere Alben mit Jazzstandards. 2010 wurde er als Internationaler Jazzsänger des Jahres mit dem erstmals vergebenen ECHO-Jazz-Preis ausgezeichnet.
Im Jahr 2011 veröffentlichte er zusammen mit der Band 'The Forest Rangers' das Blues-Rock Stück This Life, das als Titellied zur Fernsehserie Sons of Anarchy bekannt wurde. Für diese Serie coverte er auch das Gospel/Blues-Stück John the Revelator, das zum Ende der letzten Folge der ersten Staffel zu hören ist. Stigers’ Album Let’s Go Out Tonight enthielt vorzugsweise Coverversionen von Songs anderer Künstler – beispielsweise von Richard Thompson, Neil Finn und Jeff Tweedy. Mit auf dem Album enthalten ist unter anderem eine Coverversion des Bob-Dylan-Stücks Things Have Changed – eine Aufnahme von einem Sänger, den Stigers eigenen Angaben zufolge sehr schätzt. Im Frühjahr 2020 erschien sein dreizehntes Soloalbum Gentleman. Das im Februar 2022 erschienene Album This Life enthält – neben Coverversionen von Summertime (Gershwin) und Tonight Will Be Fine (Cohen) – zehn Remakes bereits zuvor von ihm veröffentlichter Stücke, deren neue Fassungen sich laut Begleitheft an denen seiner Liveauftritte orientieren.

## Privates
Stigers ist in zweiter Ehe verheiratet und hat eine Tochter aus erster Ehe.

## Diskografie (Alben)
- Curtis Stigers (1991)
- Time Was (1995)
- Brighter Days (1999)
- Baby Plays Around (2001)
- Secret Heart (2002)
- You Inspire Me (2003)
- I Think It’s Going to Rain Today (2005)
- The Collection (2006)
- Real Emotional (2007)
- Lost in Dreams (2009)
- Let’s Go Out Tonight (2012)
- Hooray for Love (2014)
- One more for the Road (2017)
- Gentleman (2020)
- This Life (2022)
- Songs from my Kitchen, Vol. 1 (2025)